# Morêtel-de-Mailles
Morêtel-de-Mailles ist eine ehemalige französische Gemeinde mit 481 Einwohnern (Stand: 1. Januar 2020) im Département Isère in der Region Auvergne-Rhône-Alpes. Sie gehörte zum Arrondissement Grenoble. Die Einwohner werden Moretelins und Moretelines genannt.
Der Erlass des Präfekten vom 27. Oktober 2015 legte mit Wirkung zum 1. Januar 2016 die Eingliederung von Morêtel-de-Mailles als Commune déléguée zusammen mit der früheren Gemeinde Saint-Pierre-d’Allevard zur neuen Commune nouvelle Crêts en Belledonne fest.

## Geografie
Morêtel-de-Mailles liegt in der Landschaft Grésivaudan, etwa 30 Kilometer nordöstlich von Grenoble am südöstlichen Rand des Départements.
Umgeben wird Morêtel-de-Mailles von den Nachbargemeinden und dem anderen Ortsteil von Crêts en Belledonne:
|            |                                             |                                    |
| Le Cheylas | Kompassrose, die auf Nachbargemeinden zeigt | Saint-Pierre-d’Allevard (Ortsteil) |
|            | Goncelin                                    |                                    |

## Bevölkerungsentwicklung
| Morêtel-de-Mailles: Einwohnerzahlen von 1793 bis 2020                                                                      | Morêtel-de-Mailles: Einwohnerzahlen von 1793 bis 2020 | Morêtel-de-Mailles: Einwohnerzahlen von 1793 bis 2020 | Morêtel-de-Mailles: Einwohnerzahlen von 1793 bis 2020 | Morêtel-de-Mailles: Einwohnerzahlen von 1793 bis 2020 |
| --- | ----------------------------------------------------- | ----------------------------------------------------- | ----------------------------------------------------- | ----------------------------------------------------- |
| Jahr |                                                       |                                                       |                                                       | Einwohner                                             |
| 1793 | 1793                                                  |                                                       | 415                                                   | 415                                                   |
| 1800 | 1800                                                  |                                                       | 422                                                   | 422                                                   |
| 1806 | 1806                                                  |                                                       | 413                                                   | 413                                                   |
| 1821 | 1821                                                  |                                                       | 415                                                   | 415                                                   |
| 1831 | 1831                                                  |                                                       | 421                                                   | 421                                                   |
| 1836 | 1836                                                  |                                                       | 427                                                   | 427                                                   |
| 1841 | 1841                                                  |                                                       | 448                                                   | 448                                                   |
| 1846 | 1846                                                  |                                                       | 406                                                   | 406                                                   |
| 1851 | 1851                                                  |                                                       | 429                                                   | 429                                                   |
| 1856 | 1856                                                  |                                                       | 385                                                   | 385                                                   |
| 1861 | 1861                                                  |                                                       | 378                                                   | 378                                                   |
| 1866 | 1866                                                  |                                                       | 377                                                   | 377                                                   |
| 1872 | 1872                                                  |                                                       | 353                                                   | 353                                                   |
| 1876 | 1876                                                  |                                                       | 372                                                   | 372                                                   |
| 1881 | 1881                                                  |                                                       | 348                                                   | 348                                                   |
| 1886 | 1886                                                  |                                                       | 324                                                   | 324                                                   |
| 1891 | 1891                                                  |                                                       | 304                                                   | 304                                                   |
| 1896 | 1896                                                  |                                                       | 320                                                   | 320                                                   |
| 1901 | 1901                                                  |                                                       | 279                                                   | 279                                                   |
| 1906 | 1906                                                  |                                                       | 262                                                   | 262                                                   |
| 1911 | 1911                                                  |                                                       | 250                                                   | 250                                                   |
| 1921 | 1921                                                  |                                                       | 233                                                   | 233                                                   |
| 1926 | 1926                                                  |                                                       | 201                                                   | 201                                                   |
| 1931 | 1931                                                  |                                                       | 175                                                   | 175                                                   |
| 1936 | 1936                                                  |                                                       | 182                                                   | 182                                                   |
| 1946 | 1946                                                  |                                                       | 175                                                   | 175                                                   |
| 1954 | 1954                                                  |                                                       | 182                                                   | 182                                                   |
| 1962 | 1962                                                  |                                                       | 155                                                   | 155                                                   |
| 1968 | 1968                                                  |                                                       | 151                                                   | 151                                                   |
| 1975 | 1975                                                  |                                                       | 126                                                   | 126                                                   |
| 1982 | 1982                                                  |                                                       | 189                                                   | 189                                                   |
| 1990 | 1990                                                  |                                                       | 260                                                   | 260                                                   |
| 1999 | 1999                                                  |                                                       | 304                                                   | 304                                                   |
| 2006 | 2006                                                  |                                                       | 335                                                   | 335                                                   |
| 2013 | 2013                                                  |                                                       | 448                                                   | 448                                                   |
| 2020 | 2020                                                  |                                                       | 481                                                   | 481                                                   |
| Quelle(n): EHESS/Cassini bis 1999, INSEE ab 2006 Anmerkung(en): Ab 1962 offizielle Zahlen ohne Einwohner mit Zweitwohnsitz |                                                       |                                                       |                                                       |                                                       |

## Sehenswürdigkeiten
- Neuromanische Kirche Saint-Michel aus dem 19. Jahrhundert
- Festes Haus Bouthières von Guiffrey de Boutières
- Festes Haus der Seigneurs von Mailles aus dem 11. oder 12. Jahrhundert

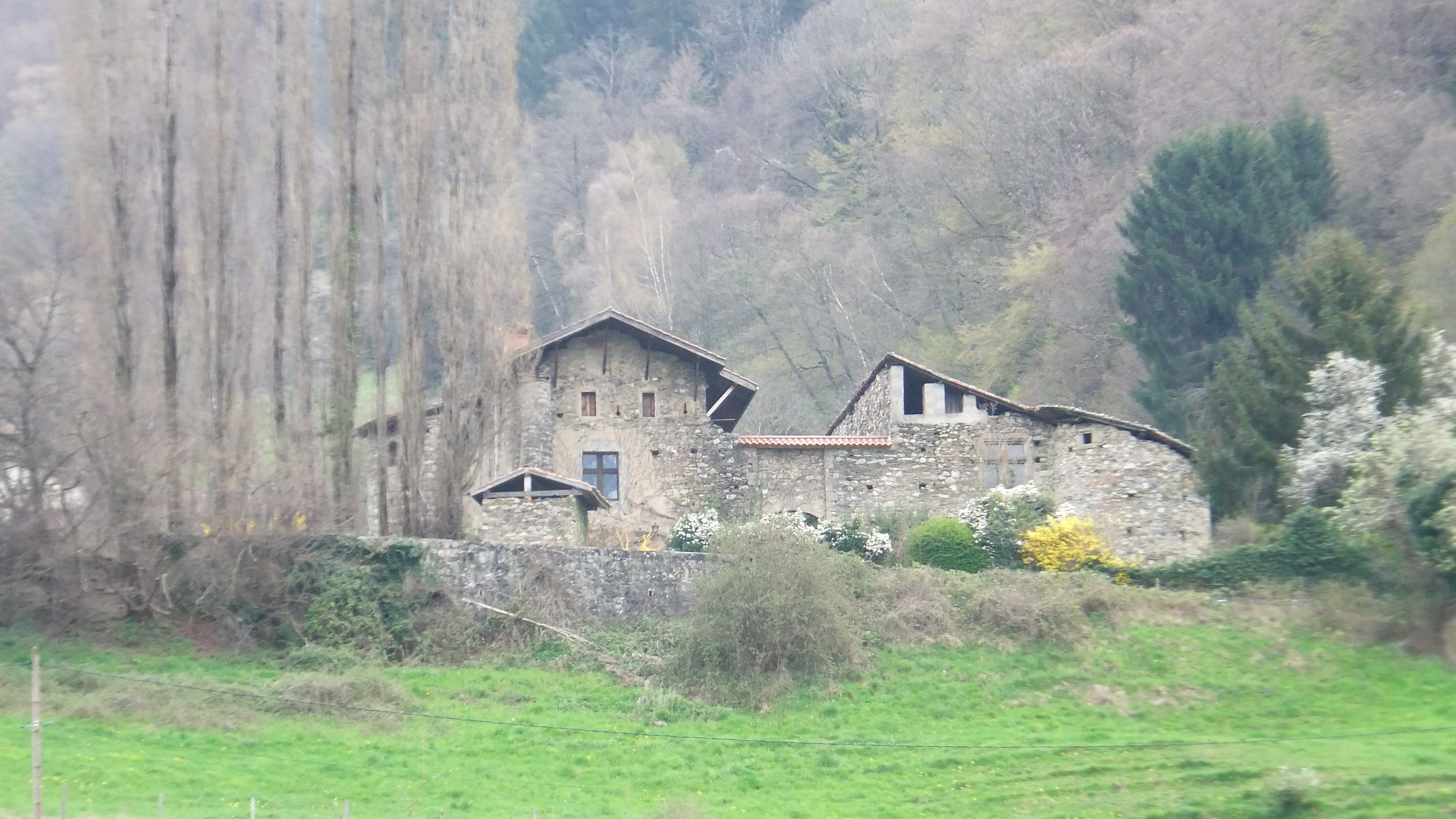
Festes Haus Bouthière
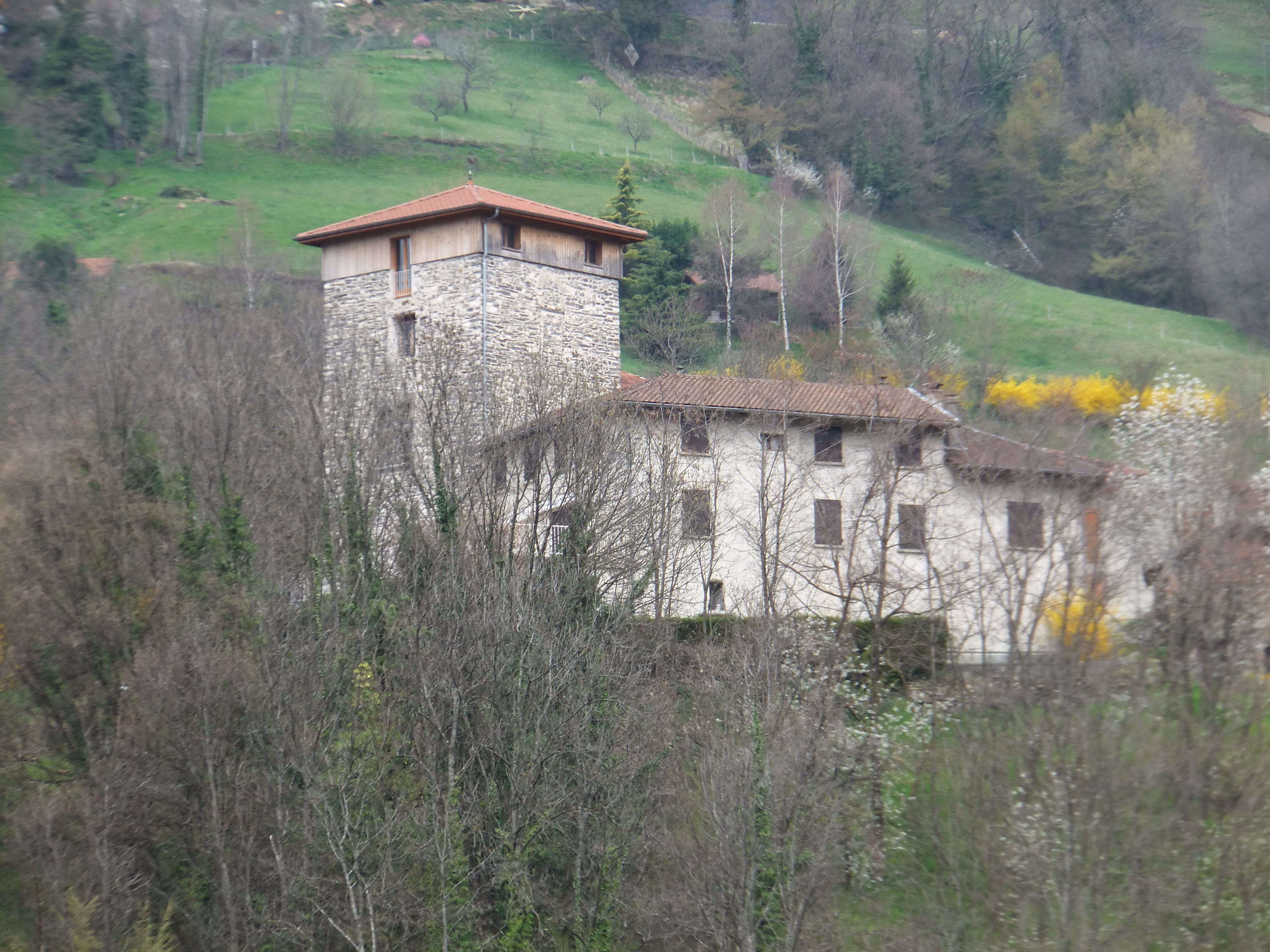
Festes Haus der Seigneurs von Mailles